# Louis Cyr
Pour les articles homonymes, voir Cyr.
Louis Cyr , baptisé Cyprien-Noé Cyr, né à Napierville le 10 octobre 1863 et mort à Montréal le 10 novembre 1912, est un homme fort québécois. Cyr était reconnu pour n'avoir jamais refusé un défi et n'avoir jamais été défait dans son pays ou à l'étranger. Il acquiert sa réputation avant même que l'on tienne des registres sur son sport et avant même que l'haltérophilie ne soit intégrée aux Jeux olympiques.

## Biographie

### Jeunesse
Louis Cyr est né à Saint-Cyprien-de-Napierville au Canada-Est (aujourd'hui le Québec). Ce serait vers l'âge de huit ans que Cyr démontre à ses parents le phénomène qu'il sera tout au long de sa vie. Un été, son père envoie son fils chercher un veau du printemps manquant à l'appel. Cyprien Noé retrouve l'animal embourbé dans un fossé. La bête trop affaiblie, il l'arrache du piège de boue, la hisse sur ses épaules et s'en retourne vers la maison. Il « franchit tout d'une traite l'arpent et demi » et fait une entrée sensationnelle sous les yeux de ses parents ébahis.
De 1872 à 1875, Cyr fréquente l'école des garçons du village de Napierville, mais durant ces trois années, sa fréquentation scolaire est d'environ douze mois. À partir de l'âge de douze ans, Cyr travaille dans un camp de bûcherons pendant l'hiver et sur la ferme familiale le restant de l'année. Il impressionne ses compagnons de travail avec ses démonstrations de force brute.
En décembre 1878, la famille Cyr émigre à Lowell, dans le Massachusetts, pour travailler dans l'industrie du textile. Cyr, dont le véritable prénom est Cyprien-Noé, décide dorénavant de se faire appeler Louis ; ce prénom étant plus facile à prononcer en anglais. De nouveau, sa grande force lui assure la célébrité. À l'âge de seize ans, il pèse plus de 200 livres. À 17 ans, il pèse 230 livres. C'est à Lowell que Cyr voit pour la première fois des haltères, ceux qu'utilise Timothy Donovan. Ces haltères pèsent 150 livres, au maximum, et du dire de Louis Cyr, ce fut pour lui un jeu plutôt facile de les manipuler. Donovan reconnaissant en lui le phénomène de la force, lui fait une offre d'affaire. Cyr accepte à condition qu'il ne touche pas aux haltères de Donovan. Dans une fonderie de Lowell, Cyr se fait couler ses trois premiers haltères « le plus lourd à 197 livres, le deuxième à 185 livres et le troisième à 156 livres ».
À Lowell, il rencontre sa future femme, Mélina Comtois, dont la famille vient de Saint-Jean-de-Matha. En 1881, la famille Comtois retourne au Canada et Louis fait de même deux mois plus tard.

### L'étoile montante

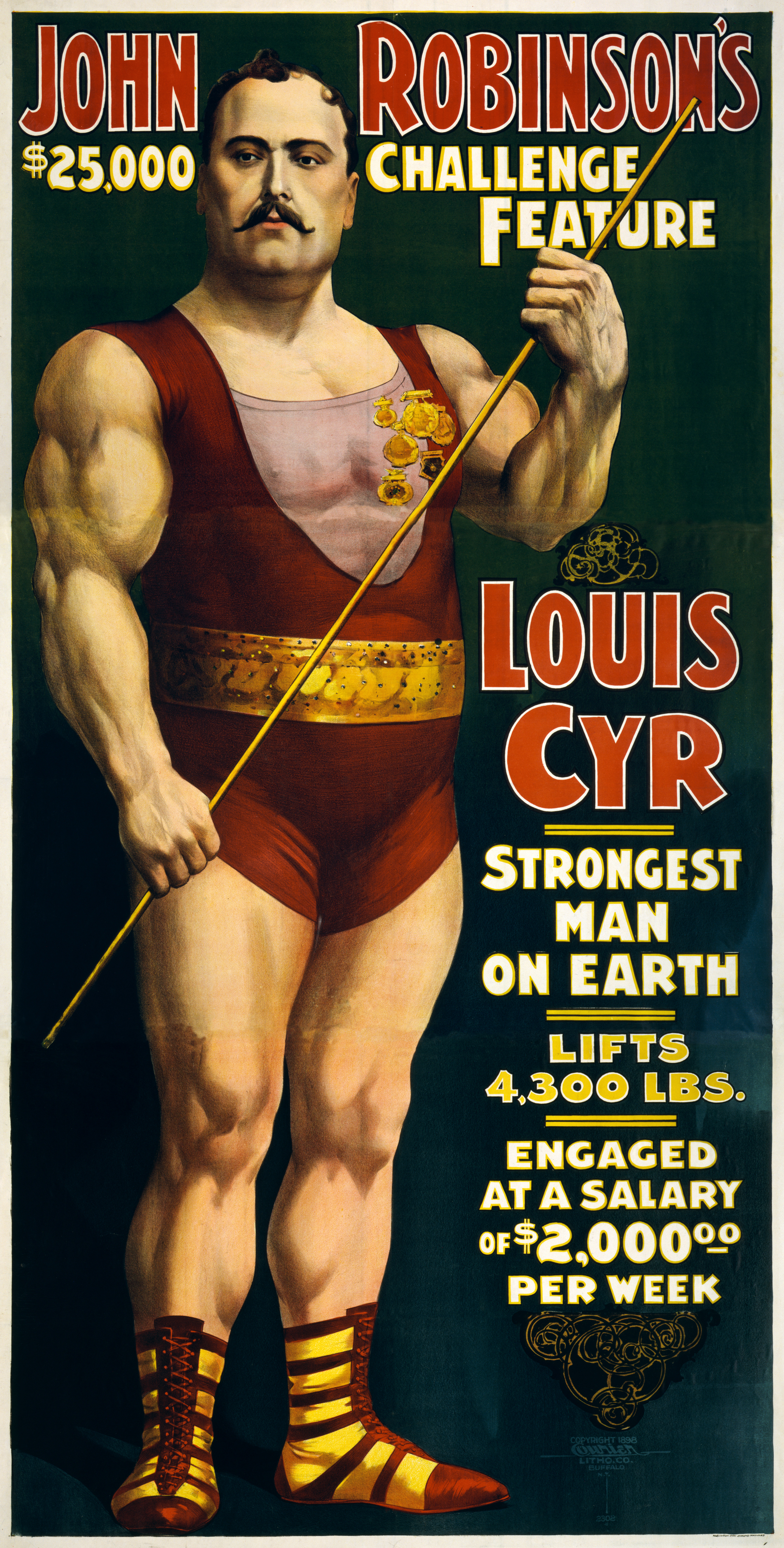
Affiche de 1898

En 1882, Mélina et Louis se marient  le 16 janvier à Saint-Jean-de-Matha , puis il travaille dans un camp de bûcherons durant l'hiver.
Au printemps 1883, il décide de retourner à Lowell avec sa femme, espérant profiter de sa renommée là-bas. Un certain MacSohmer l'approche et lui propose une tournée des Provinces maritimes et du Québec. Si cette tournée profite à l'organisateur, Cyr n'y gagne rien et se fait flouer. Il commence alors à faire la tournée du Canada avec sa famille dans un spectacle qu'ils conçoivent eux-mêmes, qu'ils appellent « La Troupe Cyr ». Durant cette tournée, Cyr perd un fils décédé en bas âge (1885-1886). La tournée ne dure que quelques mois.
Toujours en 1883, Cyr se voit offrir un travail plus sédentaire, celui de policier à la ville de Sainte-Cunégonde, municipalité située sur l'île de Montréal (aujourd'hui partie de l'arrondissement du Sud-Ouest). Il occupe ce poste jusqu’en décembre 1885, puis repart en tournée avec une troupe d’athlètes mise sur pied par le Montréalais Gustave Lambert, lutteur, boxeur et leveur de poids. Sa fille, Émiliana Cyr, naît le 30 janvier 1887.
Il s'inscrit dans une compétition d'hommes forts en mars 1886, à Québec, contre le champion canadien des hommes forts, David Michaud. L'évènement se déroule à la salle Jacques-Cartier de Québec et a pour récompense la somme de 500$. Cyr l’emporte facilement en levant d’un bras un haltère de 218 livres (contre 158 livres pour Michaud) et en soulevant avec son dos 2 371 livres (contre 2 071 pour son adversaire). Le titre d’homme le plus fort du Canada revient dès lors à Cyr.
En 1888, il ouvre une taverne sur la rue Notre-Dame à Montréal, où il exécute quelques tours de force pour amuser les clients. Toutefois, c’est sur scène qu’il se sent le plus à l’aise et, après moins d’un an, il reprend ses tournées avec sa propre troupe, dont font partie, entre autres, sa femme et son frère Pierre. Il parcourt le Canada et les États-Unis.
Il triomphe et est honoré à Londres quand, le 19 janvier 1889, il soulève successivement un poids de 559 livres d'un doigt, 4092 livres à l'aide de son dos, et 273 livres au-dessus de sa tête à l'aide d'une seule main. La Société Saint-Jean-Baptiste lui attribue la « ceinture Fortissimo » en 1889.
En 1890, il se joint à une troupe américaine et s’impose de plus en plus comme l’homme le plus fort du monde. À l’automne de l’année suivante, il repart pour l’Europe, où il veut mettre ce dernier titre en jeu. Il se produit principalement en Angleterre, mais les grands champions, dont l'allemand Eugène Sandow, n’osent l’affronter et lui concèdent son titre.
De retour au pays en mars 1892, Cyr et l’homme fort Horace Barré signent un contrat d’un an avec le cirque américain des Ringling Brothers. En 1894, les deux hommes mettent sur pied leur propre cirque, composé d’athlètes, de jongleurs, d’acrobates et d’hommes forts. Pendant cinq ans, le cirque se produit sur les scènes canadiennes et américaines.

### Les dernières années
Toutefois, à compter de 1900, la santé de Cyr se détériore à cause de son embonpoint, de ses excès de table et de sa vie trop sédentaire. Atteint de la maladie de Bright, il doit se retirer prématurément de la compétition et de l’exhibition de tours de force. Il s’installe dans une ferme à Saint-Jean-de-Matha, où il reçoit ses amis, raconte ses exploits et, de temps à autre, se mesure à des compétiteurs qui veulent s’emparer de son titre de champion, comme le géant Édouard Beaupré en 1901. Le dernier en liste, Hector Décarie, affronta Cyr en décembre 1904 et fut défait au parc Sohmer à Montréal devant une foule d'environ 3500 personnes. Ce n'est que deux ans plus tard, en février 1906, que Cyr, qui connaît ses limites et son état de santé précaire, lègue lui-même son titre au jeune aspirant Décarie, le tout au parc Sohmer.
Cyr meurt d'une néphrite chronique le 10 novembre 1912 à Montréal, dans la maison de sa fille et de son gendre, le docteur Zénon Maxime Aumont. Il est enterré le 14 à Saint-Jean-de-Matha, où son corps repose toujours.
Dès le lendemain de sa mort, les journaux diffusent la nouvelle. Le Soleil et La Presse, notamment, annoncent son décès à la une et consacrent, tout comme Le Devoir et La Patrie, plusieurs colonnes à sa biographie et à l’énumération de ses exploits. Le journaliste du Soleil souligne que « sa glorieuse carrière d’athlète [...] a contribué à jeter sur la race canadienne-française l’éclat d’une réputation de force et de vigueur physique peu commune ». Ses contemporains ont immortalisé leur héros par une statue fort imposante, maintenant propriété du Musée de la civilisation à Québec, et qui permet aux Québécois de ne pas oublier Louis Cyr, dont on dit encore que les exploits sont restés inégalés.

### Le cirque Louis Cyr

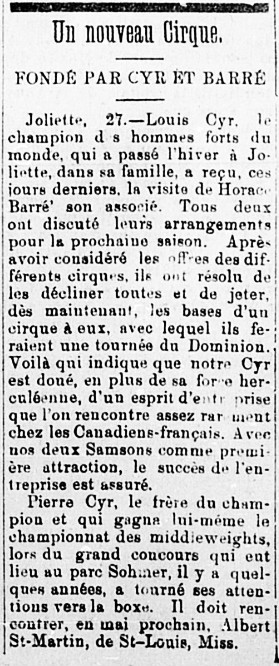
Cirque Cyr et Barré - L’Écho des Bois-Francs, 4 mars 1899

Louis Cyr le champion des hommes forts du monde avait passé l’hiver 1898-1899 à Joliette et avec son associé Horace Barré ils avaient résolu de rejeter les offres des cirques américains et de présenter leur spectacle à leur compte plutôt que pour les cirques américains. Le cirque s'est appelé Cirque Cyr. Le Cirque Cyr, plus grand, plus considérable et mieux organisé que jamais selon sa publicité a parcouru le Québec et le Canada. Sa publicité dans L’Étoile du Nord du 30 mai 1901 (page 2) annonce sa venue à Joliette avec 35 acteurs. La compagnie possédait 50 chevaux et 150 hommes faisaient le service; la tente pouvait contenir 3.500 personnes assises. La compagnie existait toujours en 1930 puisque L'Étoile du Nord du 11 septembre (page 8) rapportait que le spectacle donné à Joliette avait rassemblé 1.200 personnes.

## Réputation

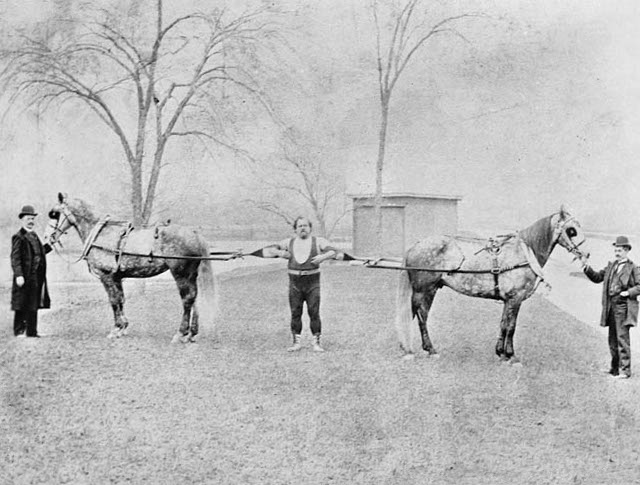
Louis Cyr prêt à retenir les chevaux, 1891

Alors que certains des faits et accomplissements de Cyr ont été exagérés avec le temps, quelques-uns sont documentés et restent impressionnants.
Parmi ceux-ci, on retient : 
- soulever (sur son dos) une plate-forme sur laquelle prennent place dix-huit hommes (1942 kg) ;
- soulever 484 livres (219 kg) d'un seul doigt (dans les bureaux de la National Police Gazette de New-York) ;
- pousser un wagon sur un plan incliné ;
- lever 124 kg au-dessus de sa tête avec sa main droite[1] ;
- à l'âge de dix-neuf ans, soulever de terre jusqu'aux épaules une pierre pesée officiellement à 514 livres (233 kg) ; cet exploit reste inégalé jusqu'à ce jour[16].

Il accomplit sa plus grande prouesse le 27 mai 1895 ; on rapporte qu'il est alors parvenu à supporter 1 967 kg sur son dos. Une autre de ses démonstrations très remarquées a lieu le 12 octobre 1891, à Montréal : à cette occasion, il retient quatre chevaux, disposés de telle manière que deux paires de chevaux exercent une traction dans des directions opposées. Il répète cet exploit pour sa rentrée à Londres en 1892, mais avec deux chevaux d'attelage du marquis de Queensberry. Ce dernier lui en aurait offert un.
Dans le film Louis Cyr : L'Homme le plus fort du monde, Ben Weider dit que les records de Cyr demeurent « incontestés et incontestables ».
Le 2 avril 1914, Victor Delamarre a pourtant battu 4 records d'un coup avec son dévissé de 309 livres et demie (140 kg).

## Records mondiaux
Tel que présentés dans le film Louis Cyr : L'Homme le plus fort du monde
- Croix de Fer : 97 3/4 livres (44 kg) de la main gauche et 88 livres (40 kg) de la main droite
- Volée à une main : 188 1/2 livres (85 kg)
- Développé à une main : 273 livres (124 kg)
- Back Lift : 3635 livres (1649 kg)
- Levée à deux mains : 1897 livres (861 kg)

## Distinctions

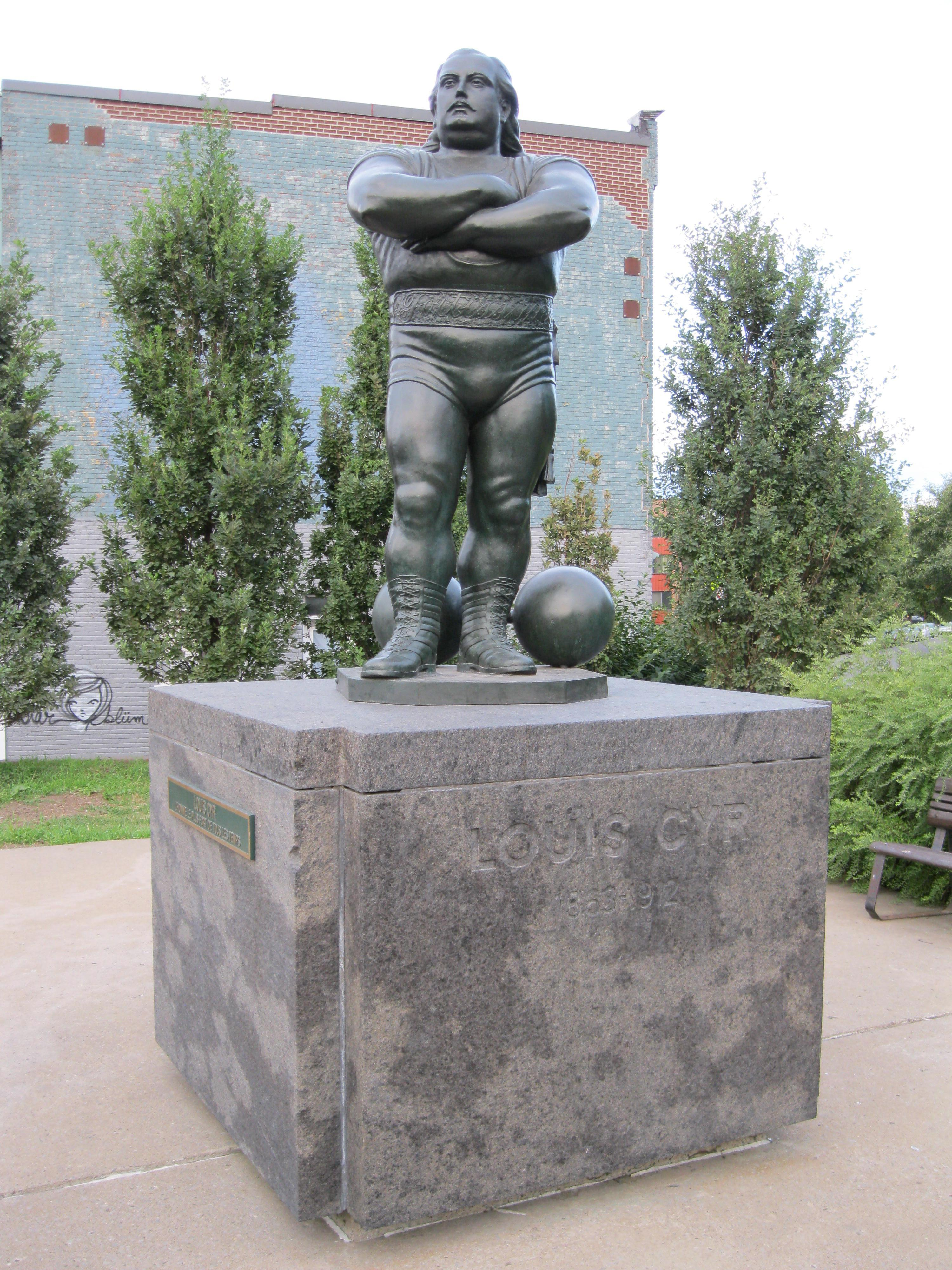
Monument à Louis Cyr par Robert Pelletier

Un district de Montréal est nommé Louis-Cyr en son honneur ; il se trouve dans le quartier Saint-Henri, qu'il a patrouillé en tant que policier. Le parc Louis-Cyr et le parc des Hommes-Forts sont tous deux érigés en sa mémoire, le dernier étant décoré de sa statue.
L'École Louis-Cyr est une école secondaire située à Napierville, ville natale de Louis Cyr.
Le 18 avril 2013, la municipalité de Saint-Cyprien-de-Napierville l'a identifié comme personnage historique.